# إديث سيمبالا
إديث سيمبالا (مواليد 28 ديسمبر 1953) (بالإنجليزية: Edith Grace Sempala) هي دبلوماسية ومهندسة مدنية وموظفة مدنية ناشطة سياسية أوغندية، شغلت منصب مدير ومستشار في البنك الدولي منذ عام 2008. عملت سابقا ممثلة لأوغندا في دول الشمال، الولايات المتحدة، الاتحاد الأفريقي، إثيوبيا وجيبوتي.

## سيرتها
ولدت سنة 1953 في ناموتامبا، في منطقة ميتيانا، في المنطقة الوسطى من أوغندا. في عام 1973، دخلت الجامعة الروسية لصداقة الشعوب في روسيا، حيث تخرجت مع بكالوريوس العلوم وماجستير في العلوم في الهندسة المدنية، وأكملت دراستها في عام 1979.